# Оксамитовий сезон
Оксамитовий сезон – умовна назва одного зі сприятливих періодів року для відпочинку в умовах субтропіків, зокрема, середземноморського клімату. 
Під час оксамитового сезону не так жарко, як в липні, але досить тепло навіть вночі. У північних широтах, де панує помірний клімат, аналогом оксамитового сезону є «бабине літо». На початку XX століття оксамитовим сезоном називали кілька весняних тижнів, але вже до революції назва стала означати осінні місяці, вересень-жовтень.

## Кліматичні та погодні характеристики
Над Середземномор'ям і в Причорномор'ї оксамитовий сезон триває в період з кінця серпня до середини жовтня, а в країнах Магрибу та на північній околиці Мексиканської затоки (Флорида) – до початку листопада (досить сильно варіюючи від року до року). Оксамитовий сезон відрізняється сухою, безхмарною погодою, середньою температурою повітря вдень близько 25 °C, вночі близько 15-17 °C, температурою морської води в межах 22-25 °C, невеликим вітерцем, яка поступово погіршується до кінця листопада. У Росії оксамитовий сезон можна спостерігати на узбережжі Чорного моря, особливо на ділянці Геленджик – Анапа в зоні сухих субтропіків. В Україні - на Південному Березі Криму, а з країн колишнього СНД – в Азербайджані, Туркменії, Таджикистані, Киргизії, південному Казахстані. У цей період у регіоні також багато досить дешевих фруктів, особливо винограду, кавунів, динь.

## Економічні вигоди
Переваги оксамитового сезону важко переоцінити. Туристичний потік різко спадає після 1 вересня, отже, спадають і ціни на туристичні послуги при поліпшнених кліматичних умовах. Так, у другій половині вересня – початку жовтня можна придбати тури за зниженою ціною. Популярні ті ж напрямки, що й у розпал сезону: Краснодарський край, Крим, Туреччина, Єгипет, Болгарія, Греція, Туніс, Кіпр, Хорватія, Чорногорія, Іспанія, Ізраїль.
 [Архівовано 28 січня 2012 у WebCite]